# ميجان كوكي
ميجان كوكي (بالإنجليزية: Megan Cooke)‏ هي مجدفة أمريكية، ولدت في 5 مايو 1980 في لوس غاتوس في الولايات المتحدة.

## وصلات خارجية
- ميجان كوكي على موقع الاتحاد الدولي للتجديف (الإنجليزية)